# 有馬洋行
有馬洋行（ありまようこう）は明治時代から昭和初期の貿易商社。

## 概要
1902年（明治35年）に有馬彦吉によって創立された。本社はジャワ（当時。現インドネシア）のジャカルタ。
当時日本国内で主流であった台湾産の砂糖に比べ、より安価であったジャワ産の砂糖の輸入にいち早く乗り出し、大きな利益を上げた。
昭和初期までアジア各地に支社・支店を構えて順調に業績を上げていたが、世界恐慌や第二次世界大戦の影響により徐々に業績が悪化、野崎産業に吸収合併される形でその歴史を終えた。